# 41P/Tuttle-Giacobini-Kresák
41P/Tuttle-Giacobini-Kresák este o cometă periodică din sistemul solar cu o perioadă orbitală de aproximativ 5,4 ani. A fost descoperită de Horace Parnell Tuttle pe 3 mai 1858 și ulterior rederscoperită de Michel Giacobini și Ľubor Kresák în 1907 și respectiv în 1951. Face parte din familia Jupiter a cometelor.
Se estimează că nucleul cometei are un diametru de aproximativ 1,4 km.